# Petrijin venac
Petrijin venac (en serbocroat, La corona de Petria) és una pel·lícula iugoslava del 1980 dirigida per Srđan Karanović. Va guanyar la Velika zlatna arena a la millor pel·lícula, amb Mirjana Karanović que va guanyar la Velika zlatna arena a la millor actriu al Festival de Cinema de Pula de 1980. Ambientat en una petita ciutat minera de Sèrbia, abans, durant i després del Segona Guerra Mundial, segueix la vida d'una dona analfabeta. La pel·lícula marca el debut com a actor de Mirjana Karanović.

## Sinopsi
La pel·lícula explica la història d'una camperola analfabeta, abans, durant i després de la Segona Guerra Mundial, i la seva relació amb tres homes que estima.

## Repartiment
- Mirjana Karanović : Petria
- Dragan Maksimović : Misa
- Pavle Vujisić : Ljubisa
- Marko Nikolić : Dobrivoje
- Olivera Marković : Vlajna Ana
- Veljko Mandić : Kamence
- Ljiljana Krstić : Vela Bugarka